# Laelia buruana
Laelia buruana är en fjärilsart som beskrevs av Holland 1900. Laelia buruana ingår i släktet Laelia och familjen tofsspinnare. Inga underarter finns listade i Catalogue of Life.